# Ludwig Vogt
Ludwig Wilhelm August Vogt (* 10. März 1873 in Kaiserslautern; † 8. August 1957) war ein deutscher Offizier, zuletzt Generalmajor der Reichswehr, und Autor.

## Leben

### Herkunft
Ludwig Vogt war der älteste Sohn des Pfarrers und späteren Dekans zu Kaiserslautern August Vogt (1837–1880) und Susanne Sophie, geb. Wernher und Tochter des hessischen liberalen Politikers und Winzers Philipp Wernher. Auch sein Großvater Ludwig (1799–1876) war Pfarrer gewesen und sein jüngerer Bruder Paul, welcher später nach Amerika auswanderte, trat ebenfalls in die familiären Fußstapfen. Sein jüngerer Bruder war der spätere Professor an der Universität Gießen Ernst Vogt (1877–1918).
Vogt besuchte das Gymnasium in Darmstadt.

### Militärlaufbahn
Ludwig Vogt trat als Artillerie-Offizier in Kassel in die Armee ein und wurde am 1. September 1900 Oberleutnant. Ab 14. Februar 1906 diente er als Adjutant der Feldartillerie-Schießschule zu Jüterbog. In dieser Position wurde er am 13. September 1906 Hauptmann. Zum 21. März 1912 wurde ihm das Ritterkreuz des Dänischen Danebrog-Ordens verliehen. Mit dem 1. April 1912 wurde er vom Feldartillerie-Regiment 46 als Lehrer an die Feldartillerie-Schießschule nach Jüterbog versetzt. Vom 25. Februar 1917 war er bis 28. August 1918 Kommandeur des Feldartillerie-Regiments 25. 1918 war er als Major Abteilungschef im Kriegsministerium.
1920 wurde er Oberstleutnant und war im selben Jahr Chef des Stabes des Inspektion der Verkehrstruppen. Als Oberst (Beförderung am 1. Juli 1921) wurde er als Nachfolger von Max Föhrenbach am 1. Oktober 1922 Kommandeur des Artillerie-Regiments 1.
1925 wurde er mit dem Charakter als Generalmajor in den Ruhestand verabschiedet.

### Weitere Laufbahn
Als Nachfolger von Rüdiger Graf von der Goltz war er ab 1930 Vorsitzender des Bundes Jungdeutschland (BJD) und blieb dies bis zur Auflösung 1933. In dieser Funktion schloss er mehrere Jugendbünde zusammen, um Wehrsport für Jugendliche durchzuführen. Hierfür warb er für die Unterstützung beim Reichsinnenminister Joseph Wirth. Bei einer Unterredung mit Wirth bestätigte Vogt auf Nachfrage, dass er mit der wehrsportlichen Ausbildung eine Art von Miliz schaffen will. Widerstand durch das Justizministerium wurde übergangen und im Jahr 1931 wurden wehrsportliche Veranstaltungen durchgeführt, welche durch das Reichswehrministerium durch die Abstellung von ehemaligen Offizieren als Lehrer unterstützt wurden. Vogt wurde für die Tätigkeit u. a. durch die IG Farben und Siemens unterstützt. Im Zuge des Aufbaus der wehrsportlichen Aktivitäten gründete er die Geländesport-Verbände-Arbeitsgemeinschaft (GVA, auch General-Vogt-Arbeitsgemeinschaft genannt) und wurde deren Vorsitzender. Zum 18. November 1932 wurde die GVA zum Deutschen Jugenddienst, welche die Jugendlichen unter 16 Jahren schulen sollte. Als Vertreter der Wehrjugend wurde er im April 1933 vom Reichsjugendführer in den Reichsjugendführerrat berufen. Anfang 1935 wurde er in Abstimmung zwischen dem Reichsjugendführer und dem Reichskriegsminister zum bevollmächtigten Vertrauensmann der Reichsjugendführung beim Reichskriegsministerium ernannt.
Am 5. September 1939 wurde das Reichsinstitut für nationalsozialistische Jugendarbeit mit Sitz in Berlin gegründet und Vogt der Präsident des Instituts.
Von 1927 bis zur Auflösung 1935 war er Vorsitzender des Deutschen Wehr-Vereins.
Er veröffentlichte unter dem Pseudonym General Palatinus.

### Familie
Am 12. Februar 1904 heiratete er Magdalena Thon (* 1884), Tochter von Paul Thon.

## Werke (Auswahl)
- Soldatenleben im Wandel der Zeiten. Zwei Bänder, mehrere Auflagen.
- Das Bollwerk im Osten. In: Wille und Macht, Heft 16, 1939, S. 13–19.